# ZIP-FM
株式会社ZIP-FM（ジップエフエム、ZIP-FM Inc.）は、愛知県を放送対象地域としてFM放送（超短波放送）を行っている特定地上基幹放送事業者である。2004年9月までの社名は株式会社エフエム名古屋（エフエムなごや）。コールサインはJOQV-FM。JAPAN FM LEAGUE（JFL）加盟局である。

## 概要
1993年10月に開局した愛知県で2番目の県域FM局。開局に際して、文化放送で編成を担当し、東京都のJ-WAVE、京都府のエフエム京都（α-STATION）の開局を手がけた常行邦夫を編成部長として招聘する。さらに、その下に兵庫県の旧Kiss FM KOBE、静岡県の静岡エフエム放送、α-STATION、東海ラジオ放送などのスタッフ、世界デザイン博覧会の臨時FM局FM DEPOに携わったスタッフなどがプロデューサーとして参加した。
局名である「ZIP」は「Zippy & Intelligent Power」の頭文字や、元気、快活といった意味、矢や弾丸が飛ぶ音を表すことからつけられた。
当初はAORやコンテンポラリーを中心にオンエアし、トーク・インフォメーションは極力減らす「モア・ミュージック〜レス・トーク」をコンセプトとしていた。
また、FM局としては類を見ない数のコンピレーションCDを開局当初から発売しており、その中でも人気コンピレーションシリーズ、『Dancemania』とタッグを組んで発売した『ZIP mania』シリーズ（発売元は東芝EMI）はFM局のコンピレーションCDとしては異例ともいえる30万枚のセールスを記録。
聴取エリア外での販売も好調で『ダンスミュージックに強いZIP-FM』の名を売り込むことに成功した。このヒットと時期を同じくして選曲はダンスミュージックやポップス中心へシフト。さらに他局に先駆けてインターネットを導入・活用したり、イベントやキャンペーンを増やすなど変貌を遂げた。
開局当初から歴代社長には、主要株主のひとつであるトヨタ自動車出身者が占めている。
2024年現在のキャッチコピーは、“BEYOND THE RADIO”とし、ZIP-FMにしかできない番組作りを目指している。

## 事業所
- 本社・演奏所：愛知県名古屋市中区丸の内三丁目20番17号 KDX桜通ビル17・18階
- 東京支社：東京都千代田区有楽町一丁目2番15号 タチバナ日比谷ビル8階

## 周波数・出力

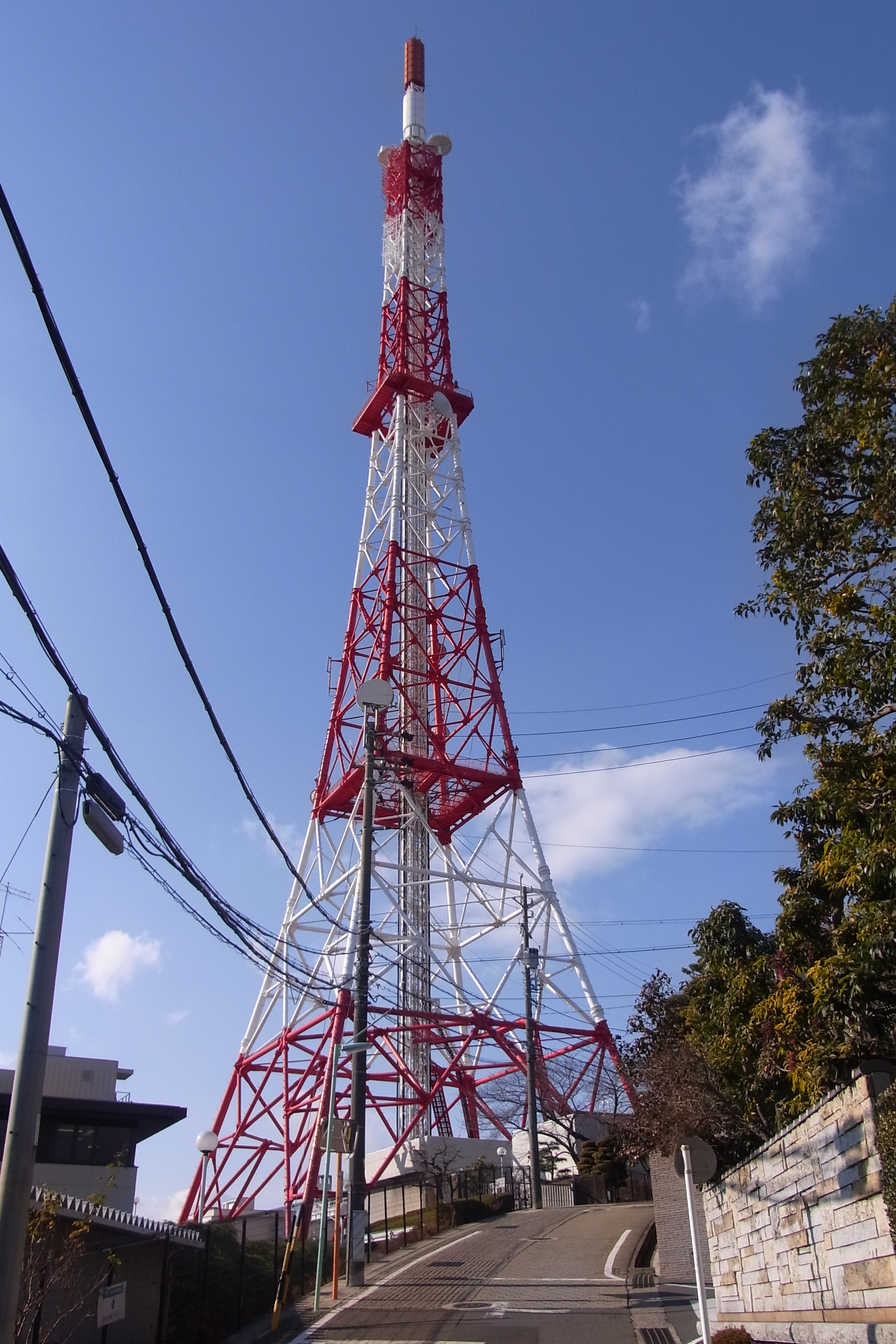
東山タワー

| 親局   | 周波数  | 空中線電力 | 所在地                                                        | 備考 |
| ------ | ------- | ---------- | ------------------------------------------------------------- | ---- |
| 名古屋 | 77.8MHz | 10kW       | 東山タワー（中京テレビ放送旧社屋内） （名古屋市昭和区高峯町） |      |
| 中継局 | 周波数  | 空中線電力 | 所在地                                                        | 備考 |
| 豊橋   | 77.1MHz | 50W        | 本宮山山頂（豊川市）                                          |      |

## 可聴エリア
愛知県を放送対象地域とする県域放送であるが、ZIP-FMの発表では、岐阜県美濃地方・三重県北中部地方・静岡県西部地方（豊橋中継所を受信）のそれぞれほぼ全域を公式のサービスエリアとしている。
USENの衛星放送サウンドプラネットを介し、I-60chにて東海3県で、またインターネット配信サービスのradiko（プレミアム含む）でも聴取可能。
2008年3月31日より2009年3月31日まで、モバHO!の483chで再送信を実施した（モバHO!のサービス終了に伴い再送信も終了した）。
2017年12月1日から2022年12月31日までインターネットテレビサービスAbemaTVのAbemaRADIOチャンネルでも、当局の一部番組が聴取可能である（後述）。

## 特徴
ZIP-FMではJ-POPをZ-POP（ジーポップ）と呼称する（Zは、「日本」を表す"Zipangu"（ジパング）の頭文字であること、そしてZIP-FMのZであることから）。開局当時、Z-POP（J-POP）の放送比率は低く、全体の2割程度であったが、現在はZ-POP専門番組やアーティストが出演する番組、イベントも増えている。
選曲に関しては基本的に洋楽のR&B、ヒップホップ、ダンス・ポップ、K-POPに力を入れており、その中でもヒップホップは開局間もない90年代の時点で邦楽ヒップホップをいち早く取り上げ、名古屋のクラブシーンを中心にヒップホップがムーブメントを起こし、シーンを活性化させるなど局としての影響力も強い。その一方で、旧ジャニーズ系歌手やハロー!プロジェクト・48・坂道シリーズなどのアイドル曲やアニメソング、ハードロック・ヘヴィメタル、ヴィジュアル系、昭和の歌謡曲、演歌などは原則放送しない方針を開局当初から持っており、このことを開局当時から2022年3月末までナビゲーターとして活動していたジェイムス・ヘイブンスが他局の番組で間接的に批判していたが、開局20年目にあたる2013年4月の番組改編から、若年層（16 - 34歳）のラジオ離れの食い止め、新規聴取者層開拓のため、アイドル楽曲の音楽性の高さなどを理由に、解禁する方針を固めた。ただし、これまでの局内にあった洋楽中心・最先端の音楽を紹介する放送局というイメージを大切にしたいため、21:00以降という時間限定での解禁となり、2015年3月までは主に『WOW!』と『DIG IT! DIG IT!』が担い、そのコンセプトを『DIG IT! DIG IT!』を担当していたYO!YO!YOSUKEの番組『SCK〜サブカル・キングダム〜』にコンセプトが受け継いだ。しかし、2017年4月改編で『Z-POP STREET』内のジャニーズメドレーコーナーや、2016年10月開始の鉄平とアイドルゲストのトークコーナーやアイドルの曲を放送する『NAGOYA GRANDBOWL OODAKA BASE』が相次いで終了。この改編以降、公式アナウンスがないものの、上述に属するアイドルグループの楽曲は原則放送しない方針に戻された。2022年3月までは『SCK』などのサブカルをコンセプトにした番組や、ジェイムスがナビゲートする『J-BREAK』や小林拓一郎がナビゲートする『Mirror Park』、中川大輔&野田つばさ・石井七瀬ナビゲートの『GENZ』ではオンエアされることがあった。2022年4月の改編ではさらにそれらを流す番組が削減され、『SCK』の後番組である『aniBuzz』やHillary担当日の『GENZ』のようにコンセプトをサブカルにしたものや、神使轟く、激情の如く。担当週の『WEAR MUSIC』やSKE48・仮面女子担当週の『ICONIC MOMENTS』などごく一部のいわば「流す理由がある」番組のみに限られるようになった。一方、サブカル楽曲を扱うメインプログラムは削減されたが入れ替わるようにアイドルグループ所属メンバーや現役声優がナビゲーターに就任するなど、当初よりも弾力性のある選曲傾向や出演者の選考が見られるようになっていたが、選曲面は2022年10月以降は元に戻り、従来通りR&B、ヒップホップ、ダンス・ポップ、K-POP中心の選曲に加え、邦楽ロックバンドを流す傾向が強まり、2024年の改変期以降は過去にジャニーズ事務所に所属していたアイドルが結成したNumber_iを積極的に流したりゲストとして招く、2024年10月から元男闘呼組の成田昭次のレギュラー番組が放送開始するなどの変化がみられる。
また当放送局では、リスナー（聴取者）のことを通称「ZIPPIE（ジッピー）」と呼ぶ（"ZIP"+「-される者」の接尾語である"ee"）。また聴取エリアを『ZIP CITY』（ジップシティ）もしくは『ZIP AREA』（ジップエリア）と称している。局の方針により、リクエスト・エントリー・プレゼントの応募の際には匿名を使用する以外はラジオネームの使用を一切認めていなかったが、2020年4月1日から全番組でTwitter上でメッセージを受け付けるようになったため、事実上アカウント名のラジオネームとしての使用が解禁され、2023年3月31日からラジオネームの使用がWEBサイトでも解禁。
不定期に、早朝（5:00）から深夜（25:00）まで、特定の曲だけをかける「○○DAY」（デイ、日の意味の英語）を行うことがある。ただし特定の曲とは、アーティストだけでなく、音楽ジャンルの場合や音楽以外の場合（映画作品など）もある。過去にはクラシック音楽やアニメソングを対象に行っている。
自社制作によるスポーツ中継は、後述の通り全日本大学駅伝を2019年まで中継（駅伝中継部分は文化放送制作）していたがそれ以降は行っていない。それ以外のスポーツ中継も行ったことはない。
2022年3月31日をもって産経新聞（東海・三重版）の番組表の掲載を取りやめた（同じ愛知県域がエリアのエフエム愛知と東海3県がエリアのCBCラジオと東海ラジオ放送は引き続き掲載）。
主な受賞歴に『The Voice of Generation Z ～Z世代が問う原爆と平和教育～』で2021年日本民間放送連盟賞ラジオ教養番組部門優秀賞を受賞した。

### 24時間ワンフォーマット編成による放送
2002年4月1日から2004年3月31日まで、日本の民間放送局ではKBCラジオ、セント・ギガ（BS）、α-STATIONに次ぐ、ワンフォーマット編成による放送を行っていた。この期間中は原則『ZIP HOT 100』と特別番組以外は番組名が無く、7:00から（平日は、2003年4月からは6時から）6時間毎にZONE1、ZONE2、ZONE3、ZONE4と名称を設定し（但し、日曜はZONE2にあたるZIP HOT 100が4時間番組のため、ZONE3は17:00から、ZONE4は23:00から）、各時間帯は1人のミュージックナビゲーターが進行を行った。なお、このZONEという名称は新聞のラテ欄やプレゼントの発送などに利用された。

### K-POP
2001年5月31日には、韓国KBSのスタジオから、史上初めて日本の放送局の生放送を実施した。KARAや少女時代の楽曲のオンエアにも積極的であるが、一方で日本のアイドル楽曲はほとんどオンエアされないために、ジェイムス・ヘイブンスが番組内で疑問を投げかけていた（前述。その後変動はあるものの幾分かは流れるようになっている）。2020年代以降では大のK-POPファンである高樹リサが「Midnight K-POP Diary」をはじめ「OVER VIEW」や「FRIDAY MUSIC PUZZLE」で積極的にK-POPを流し続けている。

## 編成
放送時間は月曜日から日曜日まで、1日の起点を5:00とした24時間放送（開局当初は5:00起点、2006年3月までは3:00起点、2013年3月までは6:00起点）であるが、月に1-2回程度、日曜深夜（月曜未明）の数時間は放送を休止する。0:00終了になる以前は、その時放送すべきであった番組は翌曜日の深夜帯に放送されることがあった。なお、クロージングのアナウンスを行っているのは橋本美穂。

## タイムシグナル（時報）
ZIP-FMではBEEP（ビープ）音（ピッ・ピッ・ピッ・ポーン）を入れた時報を原則使用せず、各番組（各放送番組開始前）の区切れを中心に『タイムシグナル』と呼ばれるものを入れている。例外として過去『High! MORNING!』内の8:00の時報はビープ音が例外として使われていた。
通常は、タイム・シグナルが使われていて、歌に乗せてスポンサー名と、堀田和則（開局時から担当）によるアナウンスが入る。スポンサーダイヤはZIP-FM HEAD LINE NEWS、WEATHER INFORMATION、TRAFFIC INFORMATIONと同じく平日・金曜および土日と分かれており、平日と金曜は時間帯でスポンサーが異なるが、土日は一部を除き一日を通して同一のスポンサーである。（土日は土曜の22:00台を除く全ての時間帯をコミュファ光TV。）また、時間帯によってノンスポンサーのときがある。
初期の土曜・日曜は違う人が担当していた。なお、平日版は1998年、2004年、2013年、2018年改編の4回、土日版は2008年、2013年、2018年改編の計3回バック音楽が変更されている。また、長らくタイム・シグナル内でキャッチコピーを読み上げていたが、2020年改編の「FOR YOUR CREATIVE LIFE」にキャッチコピーが変更時は読み上げが一旦廃止されていた。しかしその後2023年の改編で「BEYOND THE RADIO」にキャッチコピーが変更された後は再度読み上げが復活した。また、ジングルの歌詞のうち以下のコメントの前に流れる"○○DAY TIME SIGNAL"の部分はその日の曜日になっている。
例えば17:00の場合、タイム・シグナルは16時59分30秒から音楽が鳴り始める。英詞を挟んで「（各社のキャッチフレーズ）。〇〇が…」と言い終わったところで丁度17:00になる。
また、『J-BREAK』ではこのタイムシグナルをオマージュして"IT'S A TIME SIGNAL"と歌った後「『J-BREAK』がスタートする11時半をお知らせします。」というジングルを冒頭に流すことがあった。
月曜～木曜の18時以降と金曜・土曜の19時以降と日曜の10時以降の番組では区切れ以外でのタイムシグナルが省略される（後述）。

### 挿入時刻
2025年4月現在。
- ○・・・番組の区切れでのタイム・シグナル
- ●・・・番組の区切れ以外でのタイム・シグナル
- ☆・・・前の番組と次の番組の間に無音部分ができる。 - これはJ-WAVEのJFL系列全国ネット番組へと接続するため。

|    | MON-THU | FRI | SAT | SUN |
| -- | ------- | --- | --- | --- |
| 6  | ○       | ○   |     |     |
| 7  | ●       | ●   | ○   | ○   |
| 8  | ●       | ●   |     |     |
| 9  | ○       | ○   | ●   | ●   |
| 10 |         |     | ○   | ○   |
| 11 |         | ●   |     |     |
| 12 | ○       | ○   |     |     |
| 13 |         | ●   | ○   | ○   |
| 14 |         |     |     |     |
| 15 | ○       | ○   |     |     |
| 16 |         |     | ○   | ○   |
| 17 | ●       | ●   | ●   |     |
| 18 | ○       | ●   |     | ☆   |
| 19 |         | ○   | ○   | ●   |
| 20 | ○       |     |     | ●   |
| 21 |         | ○   | ○   |     |
| 22 | ○       |     | ○   |     |
| 23 |         | ○   |     |     |
| 0  | ○       |     |     |     |
| 1  | ○       |     |     |     |

## 資本構成
企業・団体は当時の名称。出典：

### 2015年3月31日 - 2016年3月31日
| 資本金 | 発行済株式総数 |
| ------ | -------------- |
| 12億円 | 24,000株       |

| 株主                                 | 株式数  | 比率  |
| ------------------------------------ | ------- | ----- |
| 中日新聞社                           | 2,400株 | 10.0% |
| 北海道新聞社                         | 2,400株 | 10.0% |
| トヨタ自動車                         | 2,400株 | 10.0% |
| 名古屋鉄道                           | 2,400株 | 10.0% |
| ナゴヤドーム                         | 2,160株 | 09.0% |
| フジ・メディア・ホールディングス     | 1,032株 | 04.3% |
| 日本経済新聞社                       | 0,960株 | 04.0% |
| スターキャット・ケーブルネットワーク | 0,960株 | 04.0% |
| 朝日新聞社                           | 0,720株 | 03.0% |
| 読売新聞社                           | 0,720株 | 03.0% |
| ナゴヤキャッスル                     | 0,720株 | 03.0% |
| サンデーフォークプロモーション       | 0,720株 | 03.0% |

## 歴史
- 1992年（平成4年）12月21日 - 株式会社エフエム名古屋設立。J-WAVE、α-STATIONで特色ある編成を手がけた常行邦夫をヘッドハントし編成部長に迎える。
- 1993年（平成5年）
  - 8月2日 - 2:10、無変調の試験電波発射、4:00過ぎに代表取締役社長（当時）の局名アナウンスが第一声として流れ、7:00より音楽を流す試験電波が始まった。1曲目はイーグルスの「Take it easy」。
  - 9月6日 - 試験放送開始。
  - 10月1日 - 0:00、民放FMでは全国43番目、愛知県で2番目に開局[17]。開局特別番組の1曲目はレニー・クラビッツの「Are You gonna go my way（自由への疾走）」。DJは小林克也。開局当時はPRのために名古屋に二階建てバスが走り、TVCMも放送された。
- 1996年（平成8年）6月9日 - 中区栄のJETRO輸入車ショールーム「フィエラ」内にサテライトスタジオ「FIERA ZIP CORNER」を開設、公開生放送で使用される。
- 1998年（平成10年）3月25日 - この日の早朝から4月1日未明まで同年度（4月度）から大幅な番組改定を実施するため、3月24日までで実質1997年（平成9年）度の定時番組を終了し、この期間中は「REBORN WEEK」というテーマで、DJによるコメントは1998年度の番組改定に伴う新編成の説明のみで、他はフィラー音楽だけを1週間通して流すという試みが行われた。
- 2002年（平成14年）4月1日 - 「24時間ワンフォーマット」編成を導入、日本では他に京都のα-STATIONにおいて同様の施策を導入した例がある（2004年（平成16年）3月31日まで、後述）。
- 2003年（平成15年）10月1日 - 開局10周年を記念し新ロゴマークを発表。
- 2004年（平成16年）
  - 4月1日 - スローガンを開局以来の「FOR ACTIVE URBAN LIFE」から「DESIGN YOUR FUTURE」に改める。
  - 10月1日 - 開局11周年を迎え、商号を株式会社ZIP-FMに変更する。

- 2005年（平成17年）

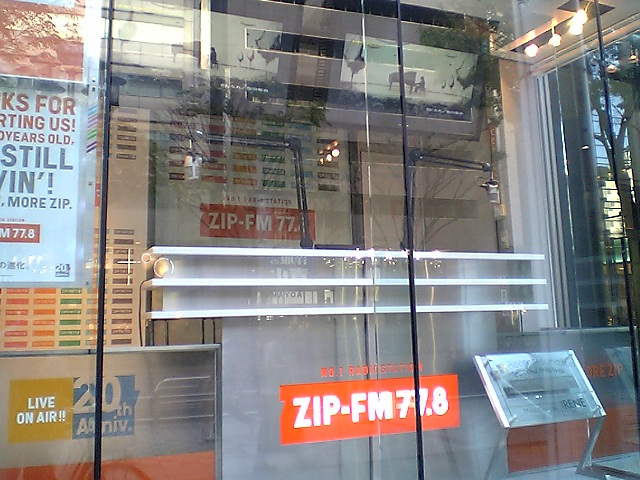
STUDIO LACHIC

  - 3月9日 - 中区栄にLACHICがオープン。そのLACHIC1階大津通側にサテライトスタジオ「STUDIO LACHIC」がオープンした。
  - 12月25日 - JETRO輸入車ショールームが閉鎖されるのに伴い、「FIERA ZIP CORNER」も閉鎖。
- 2006年（平成18年）3月26日 - 看板番組『ZIP HOT 100』を11年半担当していた小林克也が降板。
- 1995年から「F.C.C. TSR ZIP-FM Racing Team」として参戦（エントリーナンバーは周波数から#778）している鈴鹿8時間耐久ロードレースにおいて、2003年から4年連続ポールポジション、2006年に初優勝を達成。
- 2007年（平成19年）10月31日 - 名古屋市中区栄の「STUDIO LACHIC」から公開生放送番組『BEATNIK JUNCTION』を1年半担当していた宮本絢子が降板。
- 2008年（平成20年）
  - 5月18日、前日に発生した長久手発砲立てこもり事件の犯人が「J-FRIDAY」放送中にZIP-FMに直接電話をかけジェイムスと会話をしたいと要求。放送終了後の午後2時頃に愛知県警察捜査員などの立会いのもと、犯人とジェイムスとの電話による会話が開始され、犯人が自身に関する話などを始めた。ジェイムスが犯人を刺激しない様に慎重に会話を続けていたが、犯人が会話に夢中になっている隙に人質となっていた犯人の元妻がトイレの高窓から脱出し、警察に保護された。ジェイムスの説得が事件解決の糸口となり、それから数時間後に犯人が逮捕されるという出来事があった[18][19][20]。
  - 9月1日 - 緊急地震速報の運用を中京地区民放ラジオ7社(CBCラジオ・TOKAI RADIO・ぎふチャン（岐阜放送）・エフエム愛知・レディオキューブ FM三重)と同時に開始
- 2011年（平成23年）3月25日 - CBCラジオ・TOKAI RADIO・ぎふチャン（岐阜放送）・エフエム愛知・レディオキューブ FM三重と同時にRadikoの試験放送を開始。対象は東海3県[21]。
- 2012年（平成24年）2月15日 - NHK名古屋放送局の音楽番組『サタテン』（東海・北陸地方向け）とのコラボレーションライブをZepp Nagoya（名古屋市中村区）で開催[22]。鉄平がZIP-FM代表として出演し、3組のアーティストが出演した。
- 2013年（平成25年）
  - 4月1日 - 開局20周年を機に、全体の65％の大幅な改編が行われた。またキャッチコピーを「DESIGN YOUR FUTURE」から「MORE FUN, MORE ZIP!」に変更、さらに『WOW!』の放送開始を以って、21時以降という時間制限がありながらも、開局20年目にして初めてアイドル楽曲を解禁した。
  - 4月5日 - 4月7日 - 開局20周年を機に、鶴舞公園で「ZIP SPRING SQUARE」を初開催（以降毎年「鶴舞公園桜まつり」と同じ時期に開催）。
  - 4月15日 -  解禁後『WOW!』に、モーニング娘。の譜久村聖と生田衣梨奈がインタビュー出演。
- 2018年（平成30年）
  - 4月1日 - 10月の開局25周年に向けて大幅改編を実施。キャッチコピーを「MORE FUN, MORE ZIP!」から「Always beside you」に変更。
  - 10月4日 - 中京テレビと大災害などの非常事態時の報道連携を発表。前年に名古屋市昭和区高峯町の中京テレビ旧社屋内に災害時用のスタジオを設置。[23]
- 2020年（令和2年）4月1日 - 7年越しの大幅改編となり、新番組や時間変更などを合わせると全放送時間の57％が改編されることとなった。主な柱として、長年使用してきたDJの呼称"ZIP-FM MUSIC NAVIGATOR"を"ZIP-FM NAVIGATOR"へと変更、時間帯別にターゲット・コンセプトを絞った「ブロック編成」を夜間に投入、一部ワイドプログラムはターゲットやコンセプトを明確にしたものへと絞り込んだ番組作りとすることである[24]。キャッチコピーも「Always beside you」から「FOR YOUR CREATIVE LIFE」に変更。
- 2022年（令和4年）
  - 4月1日 - “NEXT GENERATION＝次世代型”をキャッチフレーズとした48%の番組改編を実施[17][25]。ジェイムス・ヘイブンス、デイル、堀江美穂、YO! YO! YOSUKE他数名、ZIP-FMを長らく支えてきたナビゲーターが降板。代わって町田こーすけやまるりが登板する[26]。
  - 12月29日 - STUDIO LACHIC閉鎖[27]。
- 2023年（令和5年）3月31日 - 10月の開局30周年に向けて23%の番組改編を実施。キャッチコピーも「FOR YOUR CREATIVE LIFE」から「BEYOND THE RADIO」に変更[28]。

## 番組

### 現在
2025年88月現在
◆：J-WAVE発の全国ネット番組
▼：FM COCOLO発のネット番組
●：単局ネットだが、スポンサー付きのため、タイムシグナル、インフォメーション含めすべてのステーションジングルが省略される番組。
- X（旧Twitter）は一部のアーティストプログラムを除く全番組に実施。
- 随時、生活情報を伝えるZIP-FM HEAD LINE NEWS、WEATHER INFORMATION、TRAFFIC INFORMATIONを挿入する報道ミニ番組を放送。
- 下記ワイドプログラムではサーフボードプログラムおよびショートプログラムと呼ばれる番組を内包している。
- 冬季限定で、平日昼間に「ZIP WINTER WONDERLAND」および平日と土曜日の夕方に「ZIP-FM SNOW INFORMATION」を放送する。
- 祝日は「ZIP-FM HOLIDAY SPECIAL」を放送（月 - 木の場合 9:00 - 17:00 or 19:00 - 23:00、金の場合は 9:00 - 16:00 or 16:30 - 23:00）することがあるため、同時間帯に放送されているレギュラー番組は休止となる場合がある。しかし、近年は祝日も通常編成となることが多くなっている。
- 不定期で日曜日深夜（月曜日未明）0時30分-5時もしくは2時-5時に放送設備点検による休止（停波・テストトーン放送）を行うことがある。

| 時                                        | 平日（月曜 - 木曜）                   | 金曜                                                | 土曜                                                        | 日曜                                                               |
| 5                                         | 5:00 MUSIC FLOW                       | 5:00 MUSIC FLOW                                     | 5:00 MUSIC FLOW                                             | 5:00 MUSIC FLOW                                                    |
| 6                                         | 6:00 MORNING BOOOOOOST - 荒戸完       | 6:00 MORNING BOOOOOOST - 荒戸完                     | 6:00 SCAMPER - 加藤玲那                                     | 6:00 SCAMPER - 加藤玲那                                            |
| 7                                         | 6:00 MORNING BOOOOOOST - 荒戸完       | 6:00 MORNING BOOOOOOST - 荒戸完                     | 7:00 ▼ ASAHI INTECC Dream Together - 野村雅夫               | 7:00 otonationary - AZUSA                                          |
| 7                                         | 6:00 MORNING BOOOOOOST - 荒戸完       | 6:00 MORNING BOOOOOOST - 荒戸完                     | 7:30 WEEKEND SMILE - 玉置侑里子                             | 7:00 otonationary - AZUSA                                          |
| 8                                         | 6:00 MORNING BOOOOOOST - 荒戸完       | 6:00 MORNING BOOOOOOST - 荒戸完                     |                                                             | 7:00 otonationary - AZUSA                                          |
| 9                                         | 9:00 BRUNCH STYLE - 永田レイナ        | 9:00 FRIDAY MUSIC PUZZLE - 高樹リサ                 |                                                             | 7:00 otonationary - AZUSA                                          |
| 10                                        | 9:00 BRUNCH STYLE - 永田レイナ        | 9:00 FRIDAY MUSIC PUZZLE - 高樹リサ                 | 10:00 SATURDAY ON FLEEK - 中川大輔                          | 10:00 RADIO ORBIT - クリス・グレン、夏川愛実                       |
| 11                                        | 9:00 BRUNCH STYLE - 永田レイナ        | 9:00 FRIDAY MUSIC PUZZLE - 高樹リサ                 | 10:00 SATURDAY ON FLEEK - 中川大輔                          | 10:00 RADIO ORBIT - クリス・グレン、夏川愛実                       |
| 12                                        | 12:00 get ready - 小林拓一郎          | 12:00 JOYFUL² - SEAMO、清里千聖                     | 10:00 SATURDAY ON FLEEK - 中川大輔                          | 10:00 RADIO ORBIT - クリス・グレン、夏川愛実                       |
| 13                                        | 12:00 get ready - 小林拓一郎          | 12:00 JOYFUL² - SEAMO、清里千聖                     | 13:00 Sparkling - 清里千聖                                  | 13:00 ● PROTO ZIP HOT 100 - 鉄平                                   |
| 14                                        | 12:00 get ready - 小林拓一郎          | 12:00 JOYFUL² - SEAMO、清里千聖                     | 13:00 Sparkling - 清里千聖                                  | 13:00 ● PROTO ZIP HOT 100 - 鉄平                                   |
| 15                                        | 15:00 palette - 高木マーガレット      | 15:00 HOORAY HOORAY FRIDAY - 白井奈津               | 13:00 Sparkling - 清里千聖                                  | 13:00 ● PROTO ZIP HOT 100 - 鉄平                                   |
| 16                                        | 15:00 palette - 高木マーガレット      | 15:00 HOORAY HOORAY FRIDAY - 白井奈津               | 16:00 7 COLORS - レディーナナ                               | 16:00 SUNDAY AWESOME WAVE - 神原真理                               |
| 17                                        | 15:00 palette - 高木マーガレット      | 15:00 HOORAY HOORAY FRIDAY - 白井奈津               | 16:00 7 COLORS - レディーナナ                               | 16:00 SUNDAY AWESOME WAVE - 神原真理                               |
| 17:30 ◆ meiji FUTURE IS OURS - 長谷川ミラ | 15:00 palette - 高木マーガレット      | 15:00 HOORAY HOORAY FRIDAY - 白井奈津               | 16:00 7 COLORS - レディーナナ                               |                                                                    |
| 18                                        | 18:00 THUMBS UP - 上野正明            | 15:00 HOORAY HOORAY FRIDAY - 白井奈津               | 16:00 7 COLORS - レディーナナ                               | 18:00 ◆ UR LIFESTYLE COLLEGE - 吉岡里帆                            |
| 19                                        | 18:00 THUMBS UP - 上野正明            | 19:00 CRASH HOUSE - 永田レイナ、上野正明            | 19:00 ● CULTURE RADIO via TOKYO - 澤田修、中田絢千          | 19:00 SUNDAY EVENING SPECIAL（60min.×2、20:00 - ：週替わり、後述） |
| 20                                        | 20:00 Neue Musik - 神原真理           | 19:00 CRASH HOUSE - 永田レイナ、上野正明            | 19:00 ● CULTURE RADIO via TOKYO - 澤田修、中田絢千          | 19:00 SUNDAY EVENING SPECIAL（60min.×2、20:00 - ：週替わり、後述） |
| 21                                        | 20:00 Neue Musik - 神原真理           | 21:00 DIRECT - BANTY FOOT                           | 21:00 THINK ABOUT THE FUTURE（週替わり、後述）              | 21:00 FIND OUT - 白井奈津                                          |
| 22                                        | 22:00 SUPER CAST - 町田こーすけ       | 21:00 DIRECT - BANTY FOOT                           | 22:00 ◆ MUSIC BLOOM ｰ Shin Sakiura、Rachel                  | 21:00 FIND OUT - 白井奈津                                          |
| 22                                        | 22:00 SUPER CAST - 町田こーすけ       | 21:00 DIRECT - BANTY FOOT                           | 22:30 SMART GROUP Limelight - 鉄平                          | 21:00 FIND OUT - 白井奈津                                          |
| 23                                        | 22:00 SUPER CAST - 町田こーすけ       | 23:00 ARTIST PROGRAM（後述）                        | 23:00 ARTIST PROGRAM（後述）                                |                                                                    |
| 23                                        | 22:00 SUPER CAST - 町田こーすけ       | 23:00 ARTIST PROGRAM（後述）                        | 23:30 NYEW EDGE - AZUSA                                     | 23:30 d-Tunes - 中川大輔                                           |
| 0                                         | 0:00 日替わり音楽専門番組（後述）     | 0:00 DANCE BEAT EXPLOSION - MEGURU                  | 23:30 NYEW EDGE - AZUSA                                     | 23:30 d-Tunes - 中川大輔                                           |
| 0                                         | 0:00 日替わり音楽専門番組（後述）     | 0:00 DANCE BEAT EXPLOSION - MEGURU                  | 0:30 ARTIST PROGRAM（後述）                                 | 0:30 REAL ROCKS - 澤田修                                           |
| 1                                         | 1:00 ARTIST PROGRAM（30min.×2、後述） | 0:00 DANCE BEAT EXPLOSION - MEGURU                  | 1:00 FLYING BED - 呂布カルマ                                | 0:30 REAL ROCKS - 澤田修                                           |
| 2                                         | 2:00 MUSIC FLOW                       | 2:00 FAIR NEXT INNOVATION ICONIC MOMENTS - 夏川愛実 | 2:00 FAIR NEXT INNOVATION ASIAN MUSIC CONNECTION ｰ 夏川愛実 | 2:00 MUSIC FLOW                                                    |
| 3                                         | 2:00 MUSIC FLOW                       | 2:00 FAIR NEXT INNOVATION ICONIC MOMENTS - 夏川愛実 | 3:00 MUSIC FLOW                                             | 2:00 MUSIC FLOW                                                    |
| 4                                         | 2:00 MUSIC FLOW                       | 4:00 MUSIC FLOW                                     | 3:00 MUSIC FLOW                                             | 2:00 MUSIC FLOW                                                    |

### 日替わり音楽専門番組
|                 | 月曜                              | 火曜                           | 水曜                     | 木曜                     |
| 翌0:00 - 翌1:00 | Midnight K-POP Diary 【高樹リサ】 | NONSTOP CALLING 【小林拓一郎】 | ROCKER ROOM 【上野正明】 | MUSIC BLAZE 【神原真理】 |

### ARTIST PROGRAM
|                 | 月曜                | 火曜                              | 水曜                                                                        | 木曜                                    |
| 翌1:00 - 翌1:30 | me to me 【メとメ】 | Young Water Meeting 【Some Life】 | ES-TRide on! 【ES-TRUS】                                                    | BUTTAMAGE!!! 【リアクション ザ ブッタ】 |
| 翌1:30 - 翌2:00 | GAME ON 【RIVA】    | ON THE ROCK 【岡本隆根】          | WEAR MUSIC 【魔訶不思議変革者 -デスデス-】/【センチミリメンタル】 ※週替わり | KUBITTAKE!!! 【hockrockb】              |

|                 | 金曜                  | 土曜                             | 日曜                                 |
| 23:00 - 23:30   | back to home 【清春】 | ---                              | MIDNIGHT RUNWAY 【加藤ヒロ、南翔太】 |
| 23:30 - 翌0:00  | back to home 【清春】 | ---                              | ---                                  |
| 翌0:30 - 翌1:00 | ---                   | MYERadio 【Koto & Yui（MYERA）】 | ---                                  |

### THINK ABOUT THE FUTURE
|                    | 第1週                     | 第2週                   | 第3週                  | 第4週                                      | 第5週        |
| 土曜 21:00 - 22:00 | Startup［N］ 【粟生万琴】 | SOUND MIND 【上野正明】 | WORLDs SDGs 【MEGURU】 | DRAMA QUEEN 【アンジェリカ、レディーナナ】 | （単発企画） |

### SUNDAY EVENING SPECIAL 20時台
|                    | 第1週・第4週               | 第2週                                          | 第3週                      | 最終週                                     |
| 日曜 20:00 - 21:00 | SUNDAY EVENING SPECIAL 2部 | SHACHIHOKO PARADISE 【成田昭次、アンジェリカ】 | CROSSING VIBES!!! 【鉄平】 | GORILLA RADIO! 【［Alexandros］ 磯部寛之】 |

### 過去
「24時間ワンフォーマット」時代は番組名が存在しないため、ここでは省略。括弧内は担当したナビゲーター。

#### 単発番組
- RUN WITH THE WIND:ALL JAPAN INTER-UNIVERSITY EKIDEN CHAMPIONSHIP（ラン・ウィズ・ザ・ウィンド：オール・ジャパン・インターユニヴァーシティ・エキデン・チャンピオンシップ）

2019年度まで毎年11月第1日曜日。全日本大学駅伝対校選手権大会の生中継で放送時間は8:00 - 14:00。
駅伝中継部分は文化放送の制作。この番組が放送される日であっても通常番組内で放送されるサーフボードプログラムは放送時間を若干ずらしてこの中継の特別番組内で放送した（2020年4月改編時点で2本存在）。この為、ZIP-FMでは各30分 - 40分近くの中継中断時間がプログラムの回数分存在。また文化放送側でも、ZIP-FM向けの飛び降りコメントを入れたほか、実況終了後には、ZIP-FMのナビゲーターと中継に出ていた文化放送のアナウンサーが、電話にて大会を振り返るトークが行われた。
なお、この日に限り、6:00台のプログラムを8:00までに延長、13:00のタイムシグナルをこの番組が終了する14:00に移動させ、その後に『ZIP HOT 100』から通常編成に戻していた。
FM局でのスポーツ中継は非常に珍しい存在であったが、2019年度で終了した。その理由として、FMラジオで放送する場合は駅伝中継を続けると莫大な製作費用が掛かるというデメリットがあるためである。その際にはスタッフの人手を増やすのが良いが、系列局が違うためかFMラジオと放送する場合だとそこまで続けるのにメリットを持たないと言う点がある。そのため経営上の問題を理由や制作費の削減の理由での通常構成に専念。2020年代以降は主に東海ラジオ放送やCBCラジオといったAMラジオのスポーツ中継が中心となり2020年から文化放送と同じ系列局の東海ラジオ放送への中継に移行に伴い、FM局では珍しい駅伝中継が終了した。

#### 改編
- これまで、「ZIP HOT 100」以外の全番組を変更する（改編率97%）という大改編を3度行っている（1998年、2002年、2004年。ともに4月1日から）。
  - 最初の大改編前の1998年3月25日 - 31日までの間、「ZIP HOT 100」を含む全ての番組を休止し、1週間ずっと音楽と新番組の告知だけを流す、「REBORN WEEK」と題したフィラー放送も行われた（似たようなことをRADIO-iでも行っていた）。
- 前述の「24時間ワンフォーマット」を行っていた時期は、ゾーン1、ゾーン2、ゾーン3、ゾーン4といった感じで新聞に掲載されていた（当時の日曜日のゾーン2に当たる「ZIP HOT 100」のみ番組名が掲載されていた）。
- 6か月毎にミュージックナビゲーター異動などのマイナーチェンジが行われることがある（無い場合もある）。改編期を前後に引退するDJもいた。

## オフィシャルチャート

### 現在
- ZIP HOT 100 - オンエア、リクエストデータなどを基にした洋邦混合チャート。

SUN 13:00 - 17:00（1993年10月3日 - ）
鉄平ナビゲート

### 過去
- Z-POP COUNTDOWN 30 - オンエアデータを基にした邦楽限定チャート。

SAT 13:00 - 15:00（2002年4月 - 2018年3月31日）
IRENEナビゲート
- ZIP DANCE HITS 20 - オンエアデータ、CDセールスを基にしたダンス音楽限定チャート。

FRI 21:00 - 21:45（ - 2018年3月）

## タイムテーブル
番組の情報やイベント情報などを載せた小冊子「TimeTable」を毎月末に発行している。発行場所はLACHICや東海地区主要CDショップ（HMV、タワーレコード、ソフマップ、TSUTAYA、愛曲楽器、音楽堂、ディスクステーション、サウンドベイ、夢屋書店など）。また、郵送でも受け付けている（送料は発注者負担）。
その他にも、ZIP-FMの公式サイト内で、番組表のみPDFで配信されている。

## ZIP-FM NAVIGATOR

### 現在
ZIP-FMでは開局以来DJを "ZIP-FM MUSIC NAVIGATOR"（ミュージック・ナビゲーター）と呼んでいた。J-WAVE同様、日本語と英語のバイリンガルDJが多い。
なお、2020年4月の大幅改編に伴い、"ZIP-FM MUSIC NAVIGATOR" の呼び名を "ZIP-FM NAVIGATOR" へと変更した。
- 澤田修
- 小林拓一郎
- 鉄平
- AZUSA
- BANTY FOOT JUN
- クリス・グレン[注 31]
- 白井奈津
- 荒戸完[17]
- 永田レイナ
- SEAMO
- 中川大輔
- 清里千聖
- 神原真理[17]
- 高木マーガレット
- 呂布カルマ
- 高樹リサ（FM802のDJも兼任）
- アンジェリカ
- 粟生万琴
- 玉置侑里子
- 町田こーすけ[17]
- MEGURU[注 32]
- 上野正明
- 夏川愛実
- 中田絢千（J-WAVEのナビゲーターも兼任）
- レディーナナ
- 加藤玲那

### 過去
- 小林克也

『ZIP HOT 100』を担当。
2020年4月現在、NACK5やCROSS FMで活動。
- ユキ・ラインハート
- キャプテン・ジョージ

後にケビン・クローンと名乗って活動。ZIPから去る時、「キャプテン・ジョージの名は名古屋に残す」と言って芸名を封印した。
- 佐野瑛厘

ZIP-FMミュージック・ナビゲーター当時は佐野恵里、2010年4月、RADIO-iのiJとして活動。2016年1月、Radio NEOで活動。
- ターザン山下

2016年1月現在、Kiss FM KOBEなどで活動。
- MARCO

マルコ石本として、2009年4月からFM AICHIで活動。
- パトリック・ユウ

現在は主に東京ヤクルトスワローズオフィシャルスタジアムDJとして活動。
- 石川實

2016年1月現在、interfmのDJとして活動。
- 田邉香菜子
- 辻麻衣
- 池山文
- 池田なみ子

2016年1月現在、FM COCOLOのDJとして活動。
- 荻田ゆみこ
- 宮本絢子
- 杉田芳尚
- Ulee
- Nadia
- 岡本祐佳
- RIO
- 服部愛子
- 秀島史香

2019年9月現在、FMヨコハマのDJとして活動。
- 金子奈緒
- 今泉圭姫子

2016年1月現在、FMヨコハマのDJとして活動。
- 渡辺麻耶

2016年1月現在、interfmのDJとして活動。
- RYO the SKYWALKER
- 羽田沙織
- SHUNYA
- 都竹悦子
- ヒライユミカ
- 矢口清治
- 磯谷祐介
- 田口絵未花
- ケン・マスイ
- 橋本みのり

2023年3月現在、Heart FMのHJとして活動。
- 落合健太郎

2020年3月現在、ZIP-FM在籍時より番組を受け持っていたFM802のDJとして活動。
- 空木マイカ
- 上野智子

2021年4月現在、FM FUJIで活動。
- 真鍋大度
- MISATO

奥宮みさととして、2023年現在BAYFMやJFN系のDJとして活動。
- 石川舜一郎

2020年3月現在、ZIP-FM在籍時より番組を受け持っていたFMヨコハマのDJとして活動。
- 花上裕香
- ジェイムス・ヘイブンス

2022年3月31日にZIP-FMを去る時には開局時から在籍した唯一のナビゲーターであった。2023年3月現在、Heart FMのHJとして活動。
- デイル

2023年9月現在、TOKAI RADIOで活動。
- 堀江美穂
- YO!YO!YOSUKE

2022年4月現在、FM AICHIで活動。
- 成田真美
- IRENE

2023年9月現在、TOKAI RADIOで活動。
- 野田つばさ
- 石井七瀬
- 南城大輔

2023年9月現在、ZIP-FM在籍時より番組を受け持っていたTOKAI RADIOで活動。
- 川村茉由

2023年9月現在、TOKAI RADIOで活動。
- 市野瀬瞳

2023年9月現在、ZIP-FM在籍時より番組を受け持っていたTOKAI RADIOで活動。
- たけうちほのか
- 橋本聖子
- コーリア留奈
- 若林詩恩[17]

2024年10月25日付で契約違反により契約解除したことを同月30日に発表。
- Hillary
- まるり
- 西岡大貴
- 矢方美紀

### 番外
- ロボ丸 - 開局当時、ZIP CONTEMPORARY NIGHTにて、当時ナビゲーターだったクリス・グレンのアシスタントをしていた。この時の声の主はボビー宇野（最終回にボビー宇野自身の生声で出演）。その後、2005年にスタートした「J-FRIDAY」の6:00台を「担当」していたが（これ以降の声は、ジェイムス・ヘイブンス自身が行なっていた）、1年で「降板」。ちなみに同局の公式タイムテーブルには一切クレジットされておらず、局としては「ロボ丸はジェイムスのお遊び」と考えていた可能性大[独自研究?]。かつてはJフォースDの先生役の担当だった。つまりは1人で2役こなしていたということである[独自研究?]。現在[いつ?]、「ZIPうた♪RADIMO」（携帯の着うたサイト）のCMに出演中。
- J-FORCE R.E.D. - 2000年前後にRが13:30 - 14:00、Eが17:30 - 18:00、Dが21:30 - 22:00に放送された。コマンダと称すジェイムス・ヘイブンスとアニーと称す女性がジェイムスに突っ込みを入れる（ジェイムスのアシスタント的な存在だったが、番組終盤で軍曹であることが判明）。Dではロボ丸と称すロボット先生と生徒と称すジェイムスとで構成。RとEは情報トーク番組、Dはコント番組のような感じで音楽よりも話す時間が多かった。いかにも3人で放送しているように聞こえるが、実はスタジオにいろいろな声が保存されて、ジェイムス1人がこれを操作していたが、1年で放送終了となった。

## ミュージック・ナビゲーター コンテスト
開局以来毎回開催。受賞者や出身者から多くのZIP-FMのミュージック・ナビゲーターや全国のラジオDJらを輩出している。

### 歴代グランプリ受賞者
- 第01回（1994年度）：金子奈緒
- 第02回（1995年度）：平瀬マミ
- 第03回（1996年度）：平井貴子
- 第04回（1997年度）：加藤昌子（SHOKO）
- 第05回（1998年度）：原口雅子[32][33]
- 第06回（1999年度）：藤田琢己（準グランプリ：落合健太郎）
- 第07回（2000年度）：RIO
- 第08回（2001年度）：澤田修
- 第09回（2002年度）：堀江美穂
- 第10回（2003年度）：鈴木冨美子
- 第11回（2004年度）：小林拓一郎
- 第12回（2005年度）：栗林俊行
- 第13回（2006年度）：ナディア・ギフォード（Nadia）
- 第14回（2007年度）：二階堂裕太
- 第15回（2008年度）：長洲あきな
- 第16回（2009年度）：IRENE（準グランプリ：白井奈津）
- 第17回（2010年度）：MEGURU（準グランプリ：クオン麻衣）
- 第18回（2011年度）：橋本みのり（準グランプリ：神保公亮）
- 第19回（2012年度）：山中タイキ
- 第20回（2013年度）：（優秀賞：小林千鶴）
- 第21回（2014年度）：行天貴之（準グランプリ：酒井エレナ）
- 2015年度ミュージックナビゲーターオーディション：永田レイナ、川村茉由
- 2016年度ミュージックナビゲーターオーディション：清里千聖、石川舜一郎、中川大輔
- 2017年度ミュージックナビゲーターオーディション：神原真理
- 2018年度ミュージックナビゲーターオーディション：高木マーガレット

## 聴取率
2021年12月にビデオリサーチが実施した聴取率（12 - 69歳）の調査では在名FM局中ナンバー1を記録している。
2022年12月にビデオリサーチが実施した聴取率（12 - 69歳）の調査ではラジオ全局中30.3％、在名FM局中52.1％でどちらもナンバー1を記録している。特に16 - 34歳ではラジオ全局中50.7％、在名FM局中68.7％のシェア率を誇り、74期連続首位を誇る。
なかでも在名FM局においては全体の5割以上の聴取率を占めており、他局の追従を許していない。全年齢層平均ではAM局を含めた聴取率ではCBCラジオと拮抗、若年層では独走態勢である。この流れは大阪地区のFM802も同様。

## SAKAE SP-RING
名古屋市の繁華街、栄のライブハウスで同時に行うライブイベントのSAKAE SP-RING（サカエスプリング、略称はサカスプ）が、ZIP-FM主催で2006年から毎年開催されている（ただし、2020年、2021年は新型コロナウイルス感染症の影響で中止となっている）。